# Procés químic
Un  procés químic  és un conjunt d'operacions química sobre físiques ordenades a la transformació d'unes matèries inicials en productes finals diferents. Un producte és diferent d'un altre quan tingui diferent composició, estigui en un estat diferent o hagin canviat les seves condicions.
En la descripció general de qualsevol procés químic existeixen diferents operacions involucrades. Unes porten inherents diverses reaccions químiques. En canvi altres passos són merament físics, és a dir, sense reaccions químiques presents. Podem dir que qualsevol procés químic que es pugui dissenyar consta d'una sèrie d'operacions físiques i químiques. Cadascuna d'aquestes operacions és una operació unitària dins del procés global.